# 全日本大学軟式野球協会
全日本学生軟式野球協会（ぜんにほんがくせいなんしきやきゅうきょうかい）は、日本における大学の軟式野球・準硬式野球連盟の統轄組織で、全日本大学軟式野球連盟・全日本大学準硬式野球連盟の2連盟を統括している。

## 略史
日本における大学生による軟式野球組織は、戦後に全日本大学軟式野球連盟（現在の同名連盟とは別組織で、団体名称としては初代）の結成により急激に普及したが、結成数年後に連盟の硬式球には、軟式B号ボール（現在におけるH号球、いわゆる準硬式ボール。ボールの変遷については、軟式野球のボールの種類を参照のこと。）を公認球に採用したことにより、大学における軟式野球は準硬式野球を中心に普及した。しかしその後に、従来のより手軽に野球競技を楽しめる軟式球（当時A号球、その後L号球から再びA号球の改名の変遷をたどる。）での競技を希望するチームも多くなり、軟式球を使用するチームだけによる全国的な連盟を結成するにいたった。
その後、社会人の軟式野球連盟が準硬式競技への取り組みを取りやめたことでの準硬式ボール供給問題（製造メーカーがボールの製造を中止するのではないかと不安視された事件）に端を発し、大学軟式野球界では準硬式連盟主導による軟式連盟と準硬式連盟の統一新連盟（「全日本大学軟式野球連盟」。現在の同名連盟とは別組織で、団体名称としては2代目。）に至った。（統一連盟により全日本軟式野球連盟傘下の支部組織として加盟。）
その統一後まもなく、その運営を巡って軟式の部の内部で分裂が発生した。結果的には物別れではなく協議の上での分裂となって今日に至っているが、結果として、準硬式と軟式が一緒になった統一連盟での軟式の部と、そこから独立した軟式野球連盟（全日本学生軟式野球連盟）の2団体による分裂時代を招いたまま現在に至っている。その分裂騒動から数年後には、全日本大学軟式野球連盟（軟式の部・準硬式の部）が、それぞれ、全日本大学軟式野球連盟、全日本大学準硬式野球連盟として再分離し、全日本軟式野球連盟への再加盟（形としては、2連盟に分離する前の旧全日本大学軟式野球連盟の代わりとなる組織）の必要から、全日本大学軟式野球連盟、全日本大学準硬式野球連盟の両連盟の上部組織として全日本大学軟式野球協会が設立された。
現在は特に主催の大会などは行っていない。

## 沿革
- 1947年頃　東京六大学軟式野球リーグ、東都大学軟式野球リーグ、関西六大学軟式野球リーグが活動を開始。（ボールは中空の軟式ボール使用していたが、連盟としては現在の準硬式連盟の前身）
- 1949年　12月明石市にて初の全国軟式野球大会を開催。それを機に全日本学生軟式野球連盟を発足
- 1950年　大学軟式野球選手権大会での使用球にB号球（準硬式ボール。現在のH号球）を指定。主な大学の軟式野球部はB号球の部として活動を継続。後年になり本来の中空軟式球（当事は少年・一般共用としてのA号球。現在のB号球相当）の部として活動をするチームも誕生した為、連盟内もA号球の部とB号球の部を設置。
- 1969年　L号球（現在のA号球に相当）が一般成人向けのボールとして新規公認球になったことにより、それまでの軟式A号球の部も使用球もL号球に切り替わり、L号球の部に変更。
- 1978年　軟式L号球の部（後に軟式野球の部と改称）の全国大会を開始
- 1985年　軟式L号球の名称が他の軟式球と共に名称変更。（L号球→A号球）
- 1991年　準硬式の部が全日本大学軟式野球連盟を設立し分離
- 1992年　多くの加盟校・加盟連盟が全日本大学軟式野球連盟の軟式の部に順次移籍をし始める。
- 199?年　全日本大学軟式野球連盟・軟式の部が、全日本大学軟式野球連盟に、全日本大学軟式野球連盟・準硬式の部が、全日本大学準硬式野球連盟としてそれぞれ新しく分立。

## 加盟連盟
- 全日本大学軟式野球連盟
- 全日本大学準硬式野球連盟